# Stephanie Schiller
Stephanie Schiller (Potsdam, 25 luglio 1986) è una canottiera tedesca, vincitrice della medaglia di bronzo nel 4 di coppia alle Olimpiadi di Pechino 2008.

## Palmarès
- Olimpiadi

Pechino 2008: bronzo nel 4 di coppia.
- Campionati del mondo di canottaggio

2005 - Kaizu: argento nel 4 di coppia.
2006 - Eton: bronzo nel 4 di coppia.
2007 - Monaco di Baviera: argento nel 4 di coppia.
2009 - Poznań: bronzo nel 4 di coppia.
2011 - Bled: oro nel 4 di coppia.